# Мрувкі (Підляське воєводство)
Мрувкі (пол. Mrówki) — село в Польщі, у гміні Візна Ломжинського повіту Підляського воєводства.
Населення — 35 осіб (2011).
У 1975-1998 роках село належало до Ломжинського воєводства.

## Демографія
Демографічна структура станом на 31 березня 2011 року:
|          | Загалом | Допрацездатний вік | Працездатний вік | Постпрацездатний вік |
| -------- | ------- | ------------------ | ---------------- | -------------------- |
| Чоловіки | 21      | 4                  | 13               | 4                    |
| Жінки    | 14      | 0                  | 7                | 7                    |
| Разом    | 35      | 4                  | 20               | 11                   |